# قطعنامه ۱۶۶۴ شورای امنیت
قطعنامه  ۱۶۶۴ شورای امنیت سازمان ملل متحد که در تاریخ ۲۹ مارس ۲۰۰۶ تصویب شد، سندی بین‌المللی دربارهٔ بررسی وضعیت خاورمیانه است. این قطعنامه طی نشست ۵۴۰۱ام با ۱۵ رای موافق، ۰ مخالف و ۰ ممتنع تصویب شد.